# Brænding (vand)
 For alternative betydninger, se brænding. (Se også artikler, som begynder med brænding)
Brænding er den bevægelse, der opstår, når bølger brydes mod kysten eller på lavt vand, eller det sted hvor bølgerne brydes.